# Des chiffres et des lettres
Des chiffres et des lettres est un jeu télévisé français diffusé sur France 3 créé en 1965 sous sa version Le Mot le plus long et 1972 sous le titre « Des chiffres et des lettres ». Quasi quotidienne du lundi au vendredi durant des décennies depuis sa création, l'émission est toutefois diffusée uniquement le samedi et le dimanche, du 3 septembre 2022 au 25 août 2024, date marquant sa suppression définitive de l'antenne.
Apparu le 19 septembre 1965 sur la deuxième chaîne publique française encore noir et blanc à son lancement et jusqu'au mois d'octobre 1967 où la chaîne passe en couleurs, le jeu est diffusé sous le titre Le Mot le plus long jusqu'au 29 septembre 1970. Il devient ensuite Des chiffres et des lettres, le 4 janvier 1972 avec l'ajout du jeu de calcul mental proposé en complément.
Créé par le producteur français Armand Jammot, le jeu repose initialement sur la connaissance du vocabulaire des candidats puis également, sur les compétences en calcul mental ; l'émission est diffusée successivement sur la deuxième chaîne de l'ORTF, sur Antenne 2, sur France 2 puis sur France 3 depuis la rentrée scolaire 2006. Pour le jeu de vocabulaire, le nombre de lettres maximum à afficher pour le mot le plus long passe au fil des années et des versions, de 5 unités jusqu'à 9 unités dans sa formule définitive.
En 2024, l'émission est le plus ancien jeu télévisé français, classée comme la huitième plus ancienne émission encore présente dans le Paysage audiovisuel français et en dehors du journal télévisé, venant en deuxième position après l'émission religieuse dominicale Le Jour du Seigneur, Présence protestante, Source de vie, Judaïca, Orthodoxie, Chrétiens orientaux et À Bible ouverte. En considérant l'année de son lancement sous le titre « Le Mot le plus long », l'émission compte 59 ans d'ancienneté ou 52 ans avec la formule « Des chiffres et des lettres » créée en 1972 et elle devance les émissions Automoto (1975), Thalassa (1975), Stade 2 (1975), Téléfoot (1977), Télématin (1985), Turbo (1987) et Téléshopping (1987).

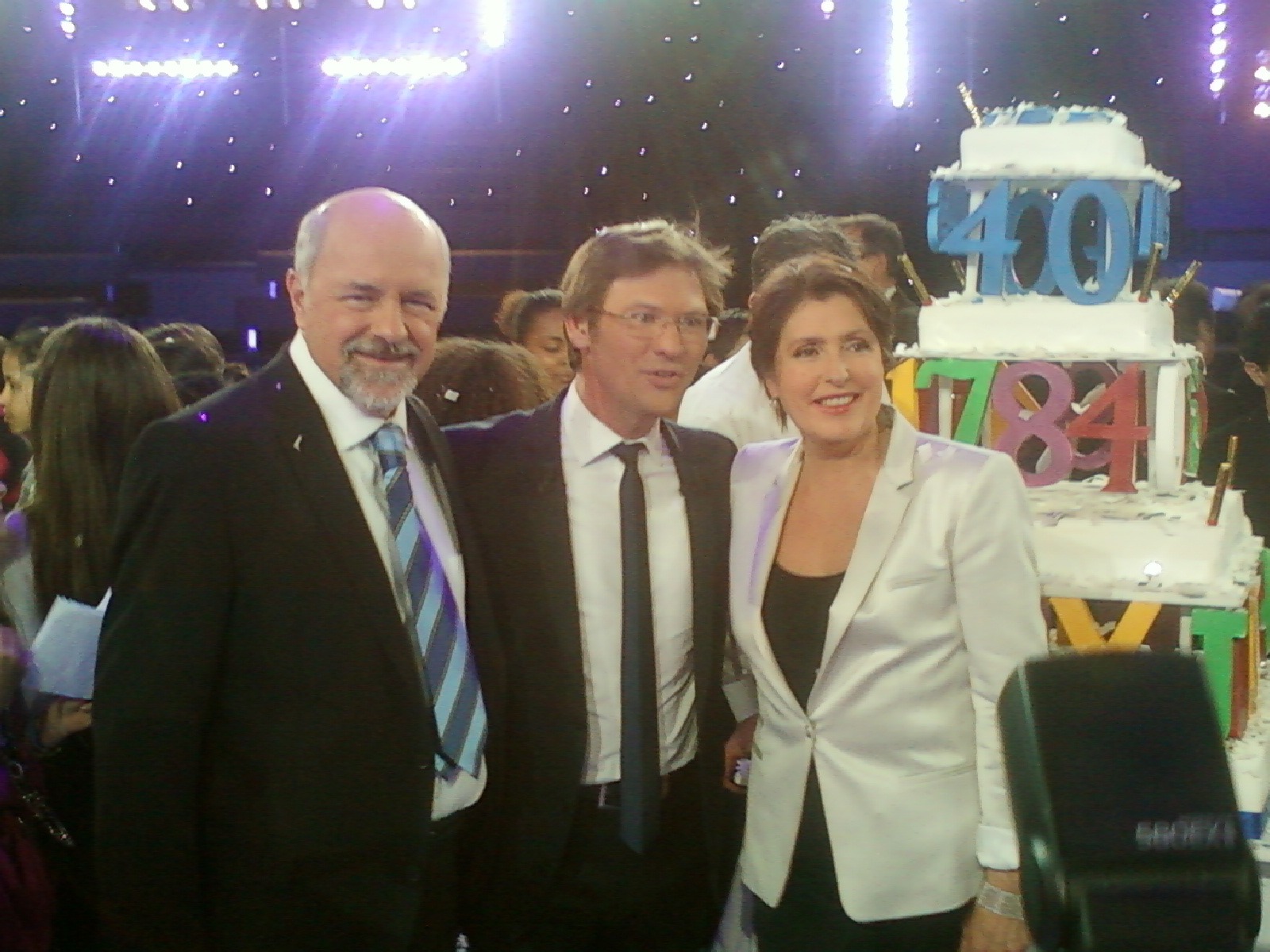
L'émission spéciale « 40 ans » du 19 mars 2012 avec Bertrand Renard, Laurent Romejko et Arielle Boulin-Prat.

Pour sa formule la plus récente, le jeu est présenté par Laurent Romejko, accompagné du 17 septembre 2022 au 25 août 2024 de Blandine Maire pour Le Mot le plus long et de Stéphane Crosnier pour Le compte est bon, ces deux derniers animateurs contrôlant la validité des solutions proposées par les candidats.
Au Québec l'émission est diffusée à partir du 28 octobre 1979 sur la chaîne privée TVFQ 99 puis à partir de 1988 sur la chaîne publique TV5 Québec Canada ainsi que sur tous les continents, via le réseau satellitaire et câblé de la chaîne internationale francophone TV5 Monde.
Au cours de sa longue carrière à l'antenne, l'émission est successivement présentée ou coanimée par Christine Fabréga (1965-1970), Patrice Laffont (1972-1989 et 2007), Nicole André (doublures de Patrice Laffont), Laurent Cabrol (1989-1991), Max Meynier (1991-1992), Francis Pichon (1965-1966), Max Favalelli (1966-1970 puis 1972-1984), Fabien Buhler (1972-1975), Jo Frachon (1984-1986), Jacques Capelovici dit « Maître Capello » (1990), Arielle Boulin-Prat (1986-2022) et Bertrand Renard (1975-2022).

## Historique de l'émission

### Naissance de l'émissionLe Mot le plus long
- 1965 : Armand Jammot crée le dimanche 19 septembre 1965 l'émission Le Mot le plus long, alors restreinte aux lettres (tirages de 7 lettres), animée par Christine Fabréga et diffusée toutes les deux semaines le dimanche midi, après le repas dominical. Au tout début, les lettres non utilisées restent en jeu; aussi avait-on intérêt à jouer les mots sans lettre chère pour plomber le tour du concurrent. Le jeu fait également appel à la culture générale : chaque candidat dont le total des points est impair doit répondre à une question sur un sujet divers. Le premier mot joué est le pronom personnel ME et le deuxième le nom MÉE (« auge à saler les harengs »), à partir du tirage EGBMEOE. Le Mot le plus long de ce tirage est constitué à l'origine, de 5 lettres (GOBÉE)[6],[7].
- 1968 : l'émission devient hebdomadaire.
- 1970 : le 29 septembre, arrêt de l'émission Le Mot le plus long.

### L'émission est renomméeDes chiffres et des lettres
- 1972 : le 4 janvier, l'émission est renommée Des chiffres et des lettres, devient quotidienne et elle est présentée par Patrice Laffont avec la complicité de Max Favalelli pour Le Mot le plus long et de Fabien Buhler, surnommé Monsieur Calcul, pour une épreuve de calcul, Le compte est bon. Une co-animatrice, Marie-Noëlle Bocquillon, est chargée de placer les plaques magnétiques des chiffres sur un tableau[8]. À cette occasion, Eddie Warner compose la musique de l'émission, intitulée Western Patrol. Jusque dans les années 80, l'émission est diffusée à 19 h 30 avant le journal télévisé de 20 heures pour, au fil du temps, reculer à 19h00, 18h55, 18h45 jusqu'à 18h40.
- Avril 1972 : le tirage passe de 7 à 8 lettres.
- 1975 : en avril, Bertrand Renard, alors candidat, remporte brillamment 12 matchs. Il intègre l'équipe d'animateurs de l'émission à la demande d'Armand Jammot, où il remplace Fabien Buhler présentateur pour Le compte est bon.
- 1976 : première « Coupe des champions » à Monaco, rassemblant les 8 meilleurs joueurs de l'émission sur la saison précédente, remportée par Gilbert Lamic.
- 1979 : le maximum de matchs jouables par un candidat passe de 12 à 10; règle valable jusqu'au 30 juin 2000 et reviendra le 5 septembre 2016.

### Dans les années 1980
- 1982 : le 5 janvier. Passage à des tirages de 9 lettres pour Le Mot le plus long.
- 1983 : premier « Grand tournoi » à Nîmes, rassemblant tous les meilleurs joueurs de la discipline, remporté par Franck Dubois de la Patellière. Plus tard, le Grand Tournoi aura lieu à Antibes.
- 1984 : la présentation est effectuée durant un temps par Bernard Étienne[9],[10] en remplacement de Patrice Laffont.
- 1984 : Max Favalelli quitte le jeu, remplacé par Jo Frachon.
- 1985 : première « Coupe des clubs » remportée par le club de Paris.
- 1986 : le 26 février, Arielle Boulin-Prat remplace Jo Frachon présentateur du Mot le plus long. De plus, un nouveau générique fait son apparition en mars de la même année.
- 1989 : Laurent Cabrol devient présentateur le 10 janvier.

### Dans les années 1990
- 1990 : l'émission est déplacée en milieu d'après-midi, vers 17h00. Jacques Capelovici, alias Maître Capello, est pour peu de temps le juge-arbitre pour la partie mots.
- 1991 : Max Meynier devient présentateur dès le 15 octobre, mais oublie ses coanimateurs Arielle Boulin-Prat et Bertrand Renard. Cette mauvaise ambiance se traduit par une chute de l'audience.
- De Septembre à juin 1992: Des chiffres et des lettres-le défi apparait le samedi vers 18h40 sur Antenne 2: il est présenté par Bertrand Renard et Arielle Boulin Prat: cette version spéciale hebdomadaire du jeu se joue essentiellement avec d'anciens champions de l'émission: sa formule est composée de tirages préparés du Mot le plus long et du Compte est bon, ainsi que de quelques jeux dérivés de ceux-ci, assez comparables aux « duels » actuels.
- 1992 : Laurent Romejko, alors présentateur météo, remplace Max Meynier le 30 juin 1992 lors d'une émission délocalisée à Antibes pour la coupe des clubs.
- 1994 : l'émission s'enrichit d'une nouvelle formule avec le passage à l'informatique. Désormais, l'ordinateur se charge des tirages de chiffres et de lettres. Les candidats doivent dorénavant saisir leurs réponses pendant le temps imparti. Le calcul des points est modifié : chaque coup rapporte 2 points au candidat ayant le meilleur résultat, ou 3 points si le candidat trouve un mot de 9 lettres ou un compte exact. Si les deux candidats donnent une solution équivalente, ils marquent tous les deux. La durée de l'émission passe à 25 minutes.
- 1998 : décès d'Armand Jammot le 19 avril.
- 1999 : le 4 janvier, un nouveau générique fait son apparition.

### Dans les années 2000
- 2000 : départs d'Yvette Plailly et d'Arlène Tempier. Nouvelle formule de l'émission, avec l'arrivée des duels. Les animateurs ne sont plus que 3 sur le plateau. Le temps de réflexion est réduit à 45 secondes pour les chiffres (au lieu de 50) et à 30 pour les lettres (au lieu de 40). Le décompte des points est profondément modifié pour les lettres : chaque mot rapporte un nombre de points équivalent au nombre de lettres (7 lettres = 7 points). Pour les chiffres, un bon compte rapporte 9 points et un compte approchant, 6 points, comme avant la formule de 1994. De plus, un nouveau décor et une nouvelle musique de générique voient le jour (le visuel du générique restant le même). Un même candidat peut remporter jusqu'à 5 matchs (au lieu de 10 auparavant).
- 2004 : nouvelle règle supplémentaire : si un candidat perd contre son adversaire avec plus de 40 points d'écart, il est automatiquement éliminé.
- 2005 : le « Tournoi des légendes » consacre Pierre-Marie Billy.
- 2005 : nouveau décor et nouvel habillage.
- 2006 : l'émission passe de France 2 à France 3, à 17h35.
- 2008 : coupe des dames et introduction passagère du mot bonus (points du mot doublés) lors du dernier tirage de lettres. Les pupitres sont changés et une nouvelle musique de générique apparaît.

### Dans les années 2010
- 2010 :

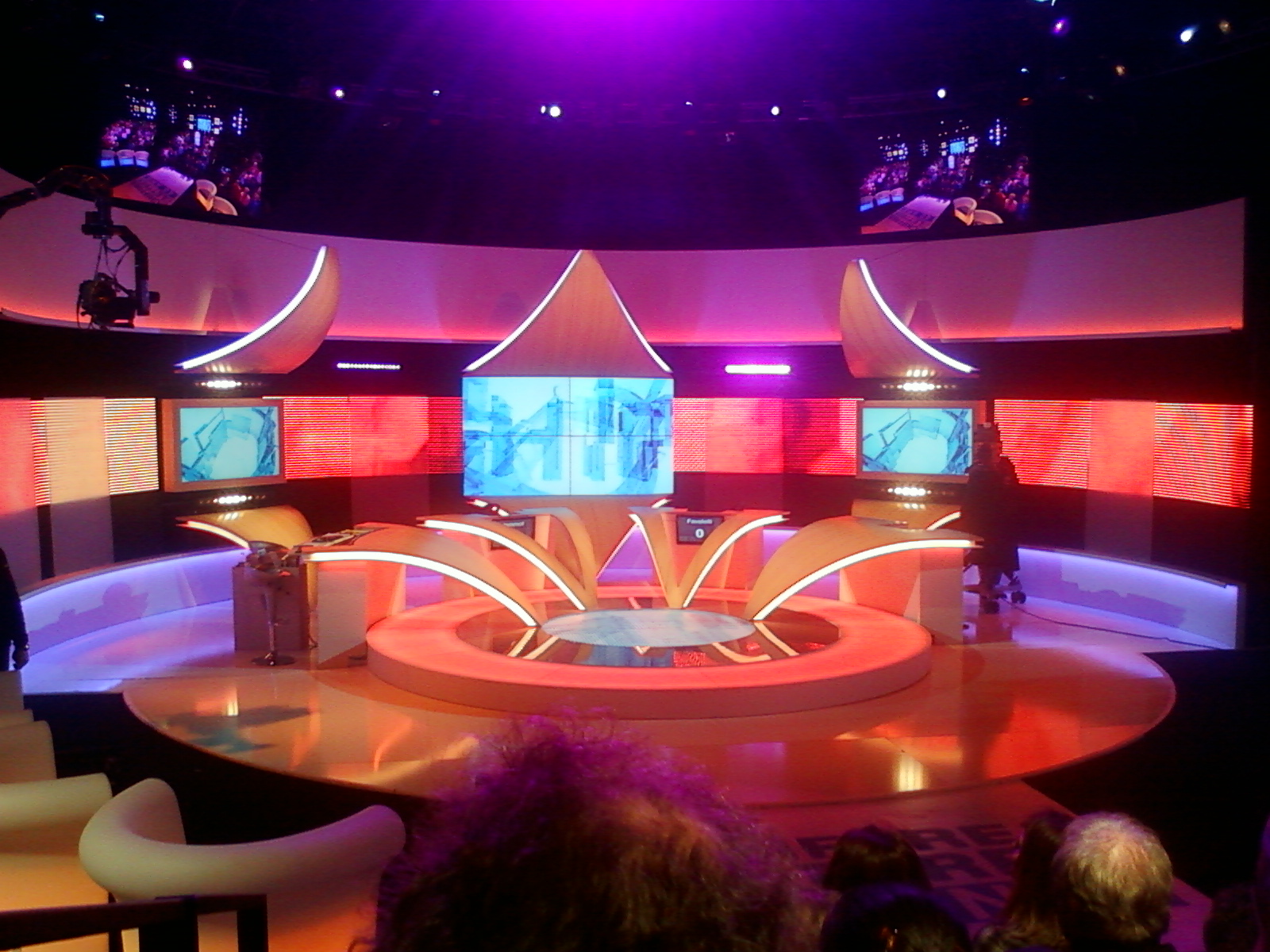
Le plateau de l'émission spéciale « 40 ans » des Chiffres et des lettres, diffusée le lundi 19 mars 2012 sur France 3.

  - le 5 janvier 2010, un nouveau rendez-vous diffusé le dimanche voit les plus grands champions de l'émission s'affronter. « Des chiffres et des lettres, le championnat » marque la première apparition des tirages de 10 lettres.
  - le 5 avril 2010 : les tirages de 10 lettres remplacent définitivement les tirages de 9 lettres, avec de nouvelles musiques sur les tirages.
  - septembre 2010 : les bons comptes trouvés valent autant que les mots de dix lettres trouvés (10 points), les comptes approchants 7 points.
  - le 11 septembre 2010, ont eu lieu tous les samedis les 7 matchs du tournoi junior. Tournoi remporté par Alexandre Durand.
  - le 12 décembre 2010 : fin du championnat en raison des mauvais résultats d'audience de l'émission spéciale. Désormais, l'émission sera diffusée du lundi au vendredi à 17 h 5 ou à 17 h 25 et le samedi à 17 h 30[11].
- 2011 :
  - le 2 mars 2011 : un compte approchant mais qui constitue néanmoins la meilleure solution rapporte désormais 10 points (au lieu de 7) ; une erreur lors d'un duel rapporte dorénavant 5 points à l'adversaire (au lieu de 3).
  - à partir du 11 juillet 2011, l'émission n'est plus diffusée le samedi, remplacée par Personne n'y avait pensé !, nouveau jeu de Cyril Féraud.
  - le 5 septembre 2011 : nouvelle version de l'émission qui repose maintenant sur la parité chiffres - lettres. Il y a 6 coups de chiffres et 6 coups de lettres, deux duels et deux sprints finaux. De plus, un nouveau générique, un nouvel habillage et un nouveau décor sont introduits. L'émission est rallongé d'une dizaine de minutes, ce qui fait qu'elle est désormais diffusée du lundi au vendredi à 17 h 25.
  - 19 décembre 2011 - 2 janvier 2012 : deuxième tournoi junior, remporté par Erwan Bernard.

- 2012 :
  - à partir du 2 janvier 2012, l'émission est à nouveau diffusée le samedi à 17 h 15, en lieu et place de Personne n'y avait pensé !.
  - le 19 mars 2012 : l'émission fêtant les 40 ans du jeu est diffusée en prime time.
  - 2 juillet - 9 novembre 2012 : Slam et Des chiffres et des lettres échangent leurs horaires de diffusion ; jusqu'alors diffusé à 17 h 25, le jeu est avancé à 16 h 50 et n'est plus diffusé le samedi[réf. nécessaire].
  - le 11 juillet 2012 : décès d'Yvette Plailly, ancienne productrice de l'émission[12].
  - le 12 novembre 2012 : à la suite de l'arrivée du jeu Harry diffusé à 16 h 50, l'émission est avancée à 16 h 10.
- 2013 :
  - le 6 janvier 2013 : à l'occasion des 40 ans de France 3, Marie-Ange Nardi et Olivier Minne sont les deux candidats.

- 2016 :
  - le 5 septembre 2016, le jeu connaît des modifications qui font évoluer son mécanisme ; il est désormais articulé en trois manches et conclu par une finale (voir infra). Le temps de réflexion est réduit à 40 secondes pour les chiffres au lieu de 45. Ces changements sont accompagnés d'un nouveau générique, d'un nouvel habillage et d'un nouveau décor[13],[14]. Désormais, les candidats ne prononcent plus « Consonne » ou « Voyelle », mais tout simplement chacun leur tour donnent le nombre de voyelles qu'ils souhaitent.

- 2018 :
  - du 8 janvier 2018, à la suite du retour du jeu de Cyril Féraud Personne n'y avait pensé !, le jeu est raccourci à 28 minutes.
  - à partir du 19 février 2018, les duels font désormais gagner 10 points (au lieu de 7).

### Dans les années 2020
- 2021 :
  - Du 25 janvier 2021 au 1er juillet 2022, après l'arrêt du jeu de Cyril Féraud Personne n'y avait pensé !, le jeu est rallongé à 30 minutes et est désormais diffusé à 16 h 15 du lundi au vendredi[15].
  - Du 12 février 2021 au 11 septembre 2022, l'émission bénéficie d'un 5e duel, le jeu est de nouveau rallongé et passe à 33 minutes[16].
  - De mars 2021 à septembre 2022, le 5e duel fait gagner 10 points, en cas de bonne réponse donnée dans les 10 premières secondes, 7 points dans les 10 secondes suivantes et 5 points dans les 10 dernières secondes.
- 2022 :
  - L'émission fête ses 50 ans.
  - Le tarif des points a de nouveau évolué pour le 5e duel, désormais, il est attribué 10 points, si le mot est trouvé dans les 20 premières secondes et 7 points dans les 10 dernières secondes.
  - À partir du 3 septembre, le jeu passe d'une diffusion quotidienne à bihebdomadaire, le samedi et le dimanche à 17h15. En remplacement sur la case quotidienne est diffusé un nouveau jeu animé par Cyril Féraud : Duels en familles[1].
  - Arielle Boulin-Prat et Bertrand Renard quittent le jeu le 11 septembre[17], « contraints et forcés » par la direction de France Télévisions, après avoir été employés respectivement 36 et 47 ans en CDD[18]. Ils sont remplacés par Stéphane Crosnier, ancien candidat et champion du jeu[19] et Blandine Maire, professeure en petite section et juriste[20],[21].
  - À partir du 17 septembre l’émission est présentée avec une nouvelle formule. De 5 duels, le jeu repasse à 4 duels qui rapportent 5, 10, 15 et 20 points. Lors de la séquence des « Mots de la fin », le finaliste a le choix entre une liste difficile ou facile rapportant respectivement 100 ou 50 euros par bonne réponse. Désormais le candidat victorieux peut enchaîner jusqu'à cinq victoires et repartir avec ses gains ou continuer jusqu'à dix victoires. Toutefois, en cas d'échec lors des manches suivantes, il perd tous ses gains[22].
  - À partir du 13 novembre, le sésame change de rôle : il permet alors au finaliste, lors des « Mots de la fin », de choisir entre la liste difficile ou la liste facile. S'il n'a pas le sésame, le finaliste devra jouer seulement la liste facile, qui ne rapporte que 50 euros par mot trouvé. Toutefois au delà de cinq victoires, seule la liste difficile est jouée et rapporte 150 euros par bonne réponse.
  - À partir du 17 décembre, le tarif des points lors des duels a évolué. Désormais, chaque duel rapporte 10 points et le quatrième duel rapporte 20 points.

- 2023 :
  - À partir du 9 septembre, à la suite de l'arrivée du Jeu des 1000 euros à l'antenne de France 3 diffusé tous les samedis à 17 h 25, l'émission sera diffusée tous les samedis à 16 h 40 et tous les dimanches à 17 h 10.
  - À partir du 29 octobre, les règles du sésame ont changé. Désormais, le nombre de lettres est affiché par le nombre de cases vides.

- 2024 :
  - Le 5 mai 2024, annonce de l'arrêt de l'émission, après 52 saisons.
  - Le 9 juin 2024, la dernière émission réalisée est télédiffusée à 17h10 sur France 3[23]. L'émission continue toutefois d'être rediffusée sur la même chaîne, les samedis (16h40) et dimanches (17h10), jusqu'au dimanche 25 août 2024[24].
  - Le 13 septembre 2024, à 21h05 sur France 3, trois parmi les plus grands champions du jeu participent à plusieurs parties spéciales, à l'occasion d'une émission intitulée Merci Patrice !, en hommage au producteur-animateur Patrice Laffont. Il y est mentionné que 13 083 épisodes ont été diffusés depuis le lancement de l'émission en 1972. À ce jour, il s'agit des dernières parties télévisées du jeu.

## Animateurs et coanimateurs

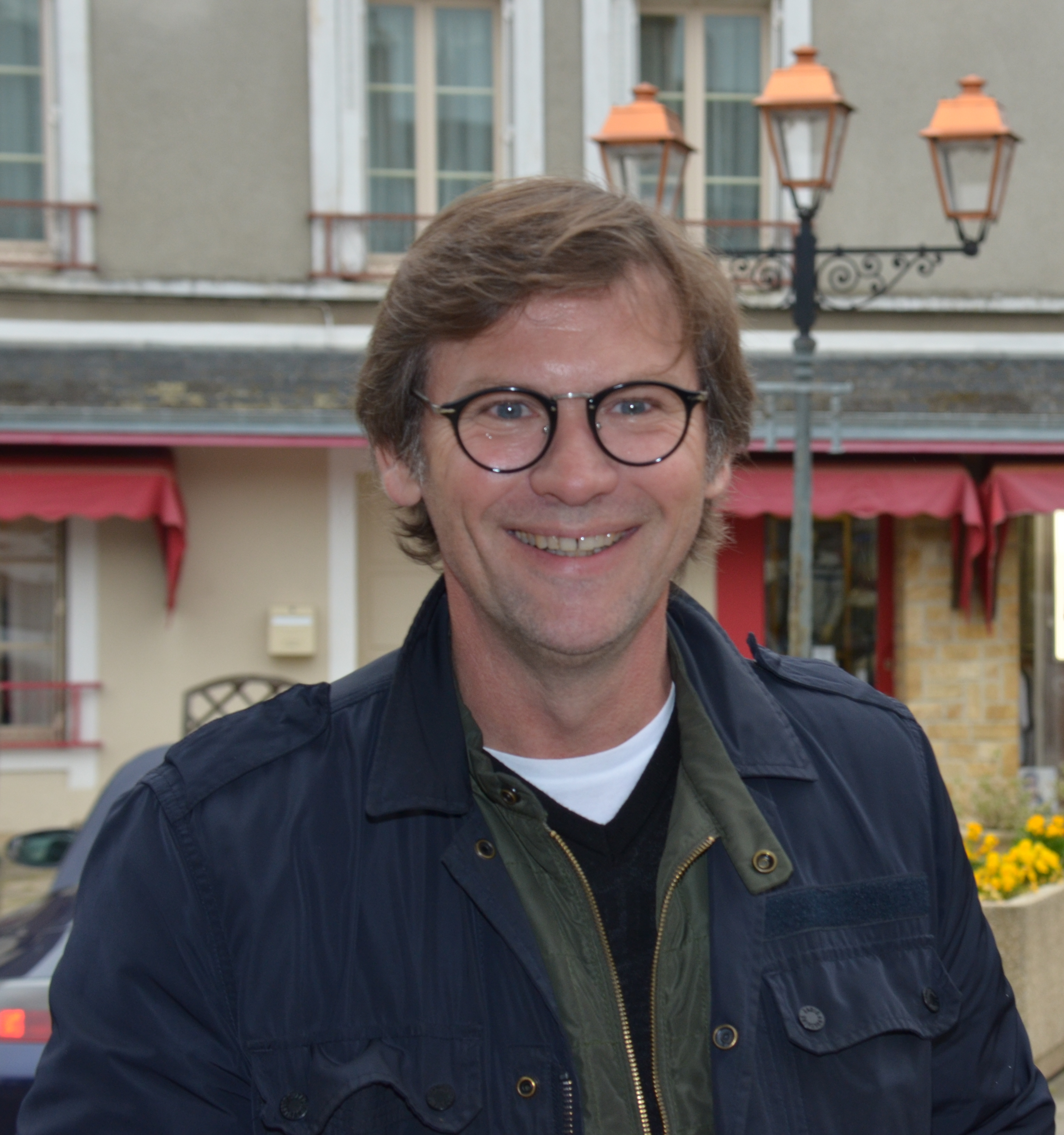
Laurent Romejko a présenté l'émission du 30 juin 1992 au 25 août 2024.

Depuis la création de l'émission en 1965, une animatrice et cinq animateurs se sont succédé :
- Christine Fabréga est la première présentatrice (1965-1970) ;
- Patrice Laffont (1972-1989) ;
- Bernard Étienne (1984) ;
- Laurent Cabrol (1989-1991) ;
- Max Meynier (1991-1992) ;
- Laurent Romejko (1992-2024) [2].

Les coanimateurs assurent le rôle d'arbitre et se chargent de contrôler la validité des réponses des candidats :
- Max Favalelli (1966-1970, 1972-1984) est très populaire auprès du public pour son humour et sa culture (il participa aussi à l'émission de Pierre Dac à la radio) ;
- Fabien Buhler (1972-1975) ;
- Jo Frachon (1984-1986) ;
- Jacques Capelovici, alias Maître Capello, éphémère arbitre des mots (1990-1992) ;
- Arielle Boulin-Prat (1986-2022) ;
- Bertrand Renard (1975-2022) ;
- Blandine Maire (2022-2024) [2] ;
- Stéphane Crosnier (2022-2024) [2].

Le jeu a connu plusieurs producteurs et assistants :
- Bénédicte Galey (1978-1991) et Arlène Tempier (1991-2000) déclenchent les plaques rotatives des chiffres, annoncent le compte à trouver et délivrent les cadeaux aux candidats.
- Yvette Plailly, arbitre et organisatrice de l'émission, supervise la sélection des candidats. Assistante d'Armand Jammot entre 1967 et 1970, elle revient en 1972 puis se retire en septembre 2000.
- Patrice Laffont succède à Yvette Plailly et devient le producteur de l'émission en 2000.

## Audience
- Depuis sa création jusqu'en 1990, l'émission est regardée par en moyenne 7 millions de téléspectateurs[25]
- Depuis 2012, après l'échange de case avec Slam puis son déplacement à 16 h 10 pour un autre programme, elle est regardée par environ 700 000 à 800 000 téléspectateurs, soit une part d'audience entre 9 et 10 % en moyenne[26].

## Musiques
L'indicatif musical du générique de l'émission est Western Patrol composé par Eddie Warner. Depuis le début de l'émission, ce thème a été décliné en quatre versions.
Depuis la refonte du 5 septembre 2011 au 2 septembre 2016, une des musiques de fond pendant le décompte du chronomètre est une adaptation du titre Rude Boy de Roberto Rizzo.

## Déroulement du jeu
Deux candidats s'opposent sur trois types d'épreuves pour obtenir le meilleur score possible 160 au maximum depuis le 12 février 2021 (anciennement 145, puis 138, puis 150, puis 128, puis 150) :
- Le compte est bon ;
- Le Mot le plus long ;
- Les Duels.

Du 5 septembre 2016 au 11 septembre 2022, le déroulement est le suivant : 
- le match s'ouvre sur un duel de lettres ou de chiffres, consistant à trouver le plus rapidement possible un mot de 10 lettres ou un compte exact. Le vainqueur de cette épreuve remporte un « sésame », joker pouvant être joué lors de la finale. Si l'un des candidats propose une réponse erronée, l'adversaire remporte le sésame ; si aucun des deux candidats ne propose de réponse pendant le temps réglementaire, aucun sésame n'est attribué ;
- les candidats disputent une série de 10 épreuves (8 du 8 janvier 2018 au 22 janvier 2021), alternativement le Compte est bon et le Mot le plus long ;
- les candidats s'affrontent ensuite sur une série de 5 duels (anciennement 5, puis 4) ;
- le candidat gagnant à l'issue de ces épreuves accède à la finale. Il dispose de deux minutes pour trouver un maximum de mots (de 7 à 10 lettres) sur huit tirages et gagne 100 € par mot découvert, soit jusqu'à 800 € et même 900 € (s'il a le sésame et qu'il ne l'utilise pas au cours de la finale) par émission. Si le candidat ne parvient pas à trouver l'un des mots, il peut utiliser le sésame pour obtenir la réponse et gagner au minimum 100 €. Le candidat peut remettre son titre en jeu durant 10 émissions et donc remporter au maximum 9 000 €.

Du 17 septembre 2022 au 25 août 2024, le déroulement est le suivant : 
- le match s'ouvre sur un sésame d'une définition du dictionnaire. Le vainqueur de cette épreuve remporte un « sésame », joker pouvant être joué lors de la finale. Si l'un des candidats propose une réponse erronée, l'adversaire remporte le sésame ; si aucun des deux candidats ne propose de réponse pendant le temps réglementaire, aucun sésame n'est attribué. Au bout de 15 secondes, la première lettre apparaît ;
- les candidats disputent une série de 10 épreuves alternativement le Compte est bon et le Mot le plus long ;
- les candidats s'affrontent ensuite sur une série de 4 duels (le 1er pour 5 points, le 2ème pour 10 points, le 3ème pour 15 points et le 4ème et dernier pour 20 points avec le cadeau) ;
- le candidat gagnant à l'issue de ces épreuves accède à la finale. Pour la liste classique, il dispose de deux minutes pour trouver un maximum de mots (de 7 à 10 lettres) sur huit tirages et gagne 100 € par mot découvert, soit jusqu'à 800 € et même 900 € (s'il a le sésame et qu'il ne l'utilise pas au cours de la finale) par émission. Si le candidat ne parvient pas à trouver l'un des mots, il peut utiliser le sésame pour obtenir la réponse et gagner au minimum 100 €. Le candidat peut remettre son titre en jeu durant 10 émissions et donc remporter au maximum 9 000 €. Tandis que pour la liste à thème, il dispose de deux minutes pour trouver un maximum de mots sur huit tirages et gagne 50 € par mot découvert, soit jusqu'à 400 €, depuis décembre 2022 et même 450 € (s'il a le sésame et qu'il ne l'utilise pas au cours de la finale), il peut utiliser le sésame et gagner au minimum 50 € ;
- au-delà des cinq victoires, le candidat gagnant ne joue que la liste classique, il dispose de deux minutes pour trouver un maximum de mots sur huit tirages et gagne désormais 150 € par mot découvert, soit jusqu'à 1200 € voire 1 350 € s'il obtient le sésame et qu'il ne l'utilise pas au cours de la finale, il peut utiliser le sésame et gagner au minimum 150 €.

### Le compte est bon
Le but de cette épreuve est d'obtenir un nombre (de 101 à 999) à partir d'opérations élémentaires (Addition "+", Soustraction "−", Multiplication "×", Division "÷") sur des entiers naturels, en partant de nombres tirés au hasard (de 1 à 10, 25, 50, 75 et 100). À l'époque où l'émission n'est pas encore informatisée, le jeu comporte vingt-quatre plaques : les nombres de 1 à 10 présents en double exemplaire et les nombres 25, 50, 75 et 100 présents en un seul exemplaire. Sont alors tirées 6 valeurs.
À défaut de trouver le compte exact, il faut tenter de s'en approcher le plus près possible.
Des calculs basiques de dénombrement nous montrent qu'il existe 13 243 tirages possibles distincts ; en particulier :
- il y a 71 % de chances d'avoir au moins une tuile 25, 50, 75 ou 100 dans le tirage ;
- il y a 52 % de chance de ne pas avoir 2 tuiles identiques dans le tirage.

| Nombres tirés : 3, 100, 8, 8, 10, 6. Résultat demandé : 683. Solution : 6 x 100 = 600 8 x 10 = 80 600 + 80 = 680 680 + 3 = 683 | Nombres tirés : 3, 75, 2, 4, 1, 1. Résultat demandé : 888. Solution : 75 - 1 = 74 3 x 4 = 12 74 x 12 = 888 |

Les candidats disposent de 40 secondes (anciennement 50 puis 45) pour entrer leur solution sur un écran tactile. Un candidat qui trouve le compte exact, ou la meilleure approche possible si le compte est infaisable, marque 10 points. Dans le cas contraire, il marque 7 points s'il trouve un résultat au moins aussi bon que son adversaire. Enfin, un candidat qui a un résultat moins bon que son adversaire ne marque pas de point. Cependant, depuis le 21 novembre 2013, si l'écart du résultat par rapport au meilleur résultat possible est supérieur à 100 pour les candidats, ils ne marquent pas de point.

### Le Mot le plus long
Dans cette épreuve, les deux candidats à tour de rôle choisiront le nombre de voyelles qu'ils souhaitent avoir dans le tirage de lettres. 10 lettres sont ensuite tirées de manière aléatoire. Le but est de trouver le plus long mot possible en utilisant les lettres qui ont été tirées, se rapprochant ainsi du principe de l'anagramme. Les diacritiques sont négligées.
| Lettres tirées : B, A, M, E, R, I, L, A, N, E. Mot possible : REMANIABLE (10 lettres) | Lettres tirées : A, N, E, D, O, S, U, N, E, I. Mots possibles : SAOUDIENNE (10 lettres) ADENOSINE (9 lettres) AUDONIENS (9 lettres) SOUDANIEN (9 lettres) |

Les candidats disposent de 30 secondes (anciennement 40) pour saisir leur proposition sur un écran tactile. Les candidats marquent un point par lettre si leur mot est correct et au moins aussi long que celui de leur adversaire. Un candidat ne marque aucun point si son mot est incorrect ou s'il est plus court que celui de son adversaire. Enfin, si un candidat propose un mot erroné plus long que le mot correct joué par son adversaire, ce dernier marque le nombre de points correspondant au plus long des deux mots. Le candidat qui a proposé le Mot le plus Long gagne 2 points de bonus s'il trouve un deuxième mot d'une longueur équivalente ou supérieure.
De façon générale, sont admis :
- les féminins ;
- les pluriels ;
- les infinitifs ;
- les participes présents et passés ;
- les mots composés ;
- les dictionnaires de référence de l'émission sont Le Petit Larousse illustré et Le Petit Robert de l'année en cours.

De façon générale, sont refusés :
- les abréviations ;
- les verbes conjugués (mais infinitifs et participes présents ou passés sont acceptés) ;
- les noms propres (sauf lors des duels) ;
- les mots mal orthographiés.

Pour les compétitions organisées par les clubs partout en France, divers ouvrages spécialisés rédigés par des joueurs réputés servent de référence pour éviter tout litige : Le Glossaire des jeux de lettres (par Jean-Claude Arrighi), Le Colard (par Jacques Colard)…
Les seules erreurs acceptées sont celles faites lors de l'annonce des mots trouvés. Le plus souvent, il s'agit du rajout ou de la suppression d'accents inutiles, bref de problèmes de prononciation, qui sont donc tolérés, parce que l'important est l'orthographe écrite du mot et que les lettres des plaquettes utilisées ne portent pas d'accents.

### Les Duels
Dans la deuxième partie de l'émission, après 5 tirages de chiffres et 5 tirages de lettres, se jouent 5 duels (anciennement 4). Il en existe plusieurs variantes :
- Le thème, qui consiste à trouver deux mots se rapportant à un thème donné à partir d'un tirage de 10 lettres (anciennement 9 lettres) ;
- L'un dans l'autre qui consiste à trouver un nom propre et un nom commun à partir d'un tirage, sachant que l'un des deux mots doit obligatoirement faire 10 lettres (anciennement 9 lettres) ;
- L'orthographe qui consiste à épeler de façon correcte le mot choisi ;
- Calcul mental qui consiste à effectuer mentalement une série de calculs venant des quatre facteurs d'opération (addition, soustraction, multiplication et division). Exemple : ((((71 * 21) + 24) - 121) * 4) / 2 ;
- Sprint chiffres (du 5 septembre 2016 au 5 janvier 2018 et à partir du 12 février 2021) : un tirage de chiffres est affiché et les candidats doivent trouver le compte exact le plus rapidement possible.

Dans chaque variante, les candidats disposent de 30 secondes pour trouver la ou les réponses attendues :
- si personne ne répond avant les 30 secondes, aucun point n'est attribué ;
- si un candidat répond correctement, 10 points (anciennement 5 puis 7 points) lui sont attribués ;
- si un candidat répond mal, les 10 points (anciennement 3, 5 puis 7 points) sont attribués à son adversaire (sans que ce dernier n'ait besoin de donner sa propre réponse).

De mars 2021 au 11 septembre 2022, des duels alternatifs sont introduits pour le cinquième duel. Ces duels proposés en alternance comme cinquième duel, ainsi que désormais le Sprint chiffres, rapportent 10 points en cas de bonne réponse dans les vingt premières secondes puis 7 points dans les dix dernières secondes (à compter du 22 avril 2022, précédemment 10 points pendant les dix premières secondes, 7 points en cas de bonne réponse dans les dix suivantes et enfin 5 points en cas de bonne réponse dans les dix dernières secondes jusqu'au 11 septembre 2022) :
- Trois-pour-un : une définition est affichée ainsi que les cases correspondant au mot recherché (systématiquement neuf cases pour neuf lettres), l'une d'elles étant renseignée par la lettre correspondante ; au bout de dix secondes une seconde lettre apparaît, elle aussi placée, puis une troisième au bout de vingt secondes[29] ;
- Double-sens : deux définitions sont affichées, correspondant à un seul mot possédant deux sens distincts, ainsi que les cases correspondant au mot recherché (par exemple huit cases pour un huit lettres)[30].

### «Sprint final» (janvier-décembre 2010, septembre 2011-septembre 2016)
À la fin de l'émission normale (anciennement du championnat), deux tirages préparés sont proposés aux candidats. Chaque candidat, en commençant par celui dont le score est le plus faible, choisit s'il préfère un tirage de chiffres ou de lettres. Pour le tirage de lettres, il faut trouver un mot de 10 lettres le plus rapidement possible. Pour le tirage de chiffres, il faut résoudre un compte le plus rapidement possible.
Les candidats disposent de 30 secondes pour proposer oralement une réponse. Celui qui donne une bonne réponse gagne 5 points (anciennement 10), sinon il donne 5 points (anciennement 10) à son adversaire s'il se trompait.

## Les champions du jeu télévisé

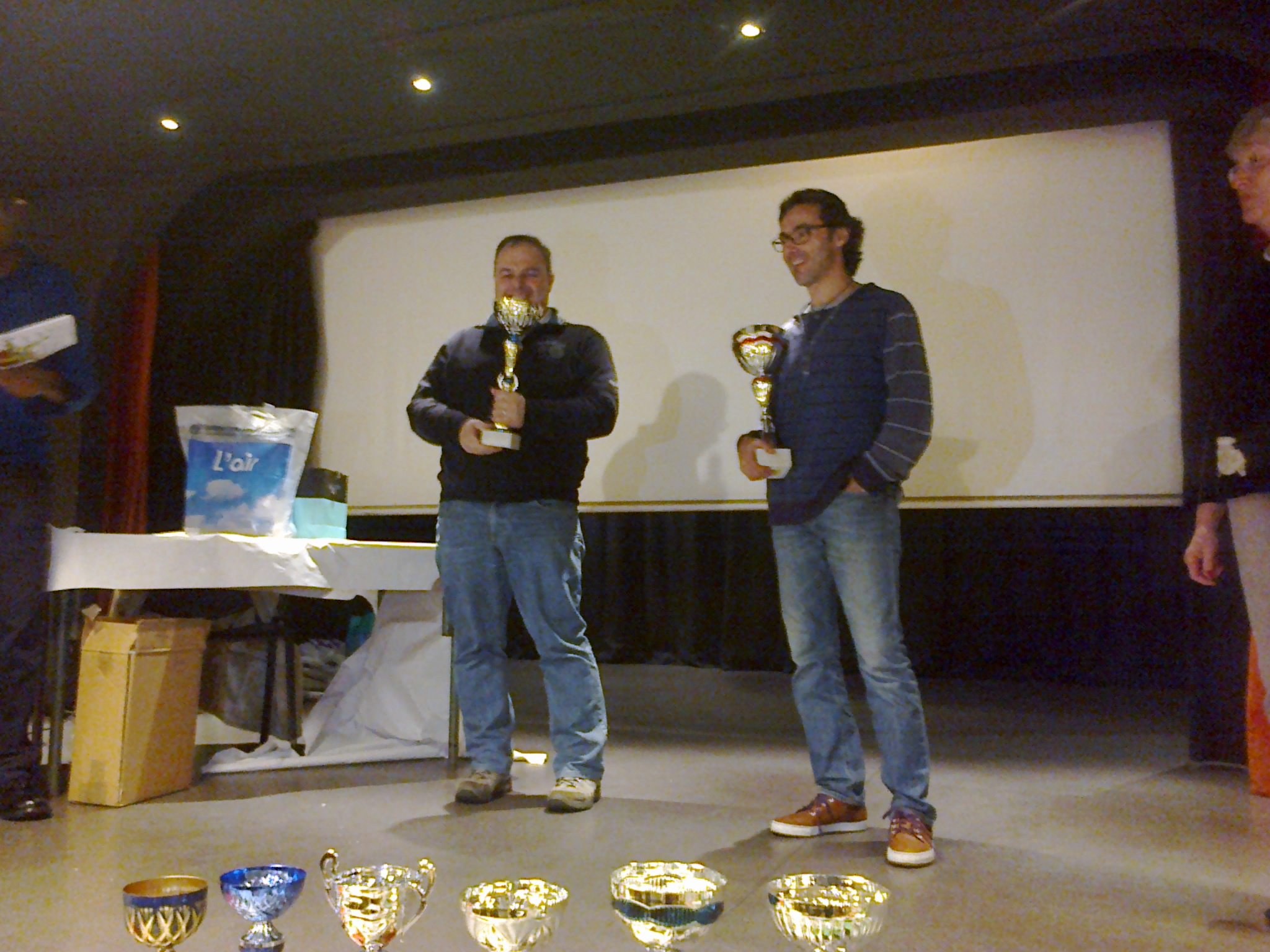
Arnaud Blaye (finaliste) et Stéphane Crosnier (vainqueur) du tournoi Des chiffres et des lettres de Viroflay de 2014.

À travers les années, de nombreux champions se sont illustrés grâce aux directs télévisés du jeu Des chiffres et des lettres, certains atteignant une cote de popularité significative auprès du grand public.
Citons parmi les plus emblématiques :
- Pierre-Marie Billy : vainqueur du Tournoi des Légendes (2005), des Masters (1991), de la Coupe des Champions (1999) et meilleur joueur de l'histoire avec Étienne Chazal ;
- Étienne Chazal : vainqueur des Masters à 3 reprises (1984, 1985, 1993), de la Coupe des Clubs à 4 reprises (1985, 1986, 1988, 1991) et meilleur joueur de l'histoire avec Pierre-Marie Billy ;
- Michel Duguet : vainqueur de la Coupe des Champions en 1984, désigné Joueur du siècle au Scrabble ;
- Jean-Paul Cordier : double vainqueur de la Coupe des Champions (1980, 1981), vainqueur des Masters (1987) ;
- Simone Menesguen : double vainqueur de la Coupe des Champions (1978, 1979)[31] ;
- Benjamin Hannuna : champion du monde de scrabble, vainqueur de ses 10 matchs (1981) ;
- Franck Dubois de la Patellière : premier vainqueur du Grand Tournoi Open en 1983 ;
- Denis Coste : vainqueur des Masters (1992), vainqueur du Trophée des As (2008) ;
- Olivier Suys : vainqueur de la Coupe Armand Jammot (2001) et de la Coupe des Champions (1994), demi-finaliste du Tournoi des Légendes (2005) ;
- Christian Quesada : seul joueur à avoir remporté les trois grandes épreuves télévisées : vainqueur de la Coupe des Champions (1987), des Masters (1989) et de la Coupe des Clubs (1991) ;
- Florian Levy : joueur très précoce et très doué, passé au Scrabble en 1991, après 10 ans de compétition. Finaliste du Tournoi des Légendes (2005), vainqueur de la Coupe des Clubs (1991) ;
- Christian Levesque : quadruple vainqueur de la Coupe des Clubs (1988, 1989, 1994, 1995), finaliste des Masters (1987), demi-finaliste du Tournoi des Légendes (2005) ;
- Olivier Saul : vainqueur de la Coupe des Champions (1998), de la Coupe des Clubs (1992), triple demi-finaliste du Masters (1989, 1990, 1991) ;
- Stéphane Crosnier : vainqueur de la Coupe des Champions (1997), du Championnat (2010) et finaliste de la Coupe Armand Jammot (2001) ;
- Michel Jouaux : champion non-voyant.

## Les grands tournois télévisés

### La «Coupe des Champions» et le «Trophée des As»
La Coupe des Champions eut lieu de 1976 à 1999 et rassemble chaque début d'année les 8 joueurs ayant totalisé le plus de victoires à l'émission quotidienne au cours de l'année écoulée. Jusqu'en 1983 (avant l'introduction du Masters), cette épreuve voit s'affronter le tenant du titre de l'édition précédente, ainsi que les 7 joueurs ayant totalisé le plus grand nombre de victoires dans l'année. Elle s'est tenue jusqu'en 1993 à Monte-Carlo. La compétition se déroule sous le format d'une coupe : matchs à élimination directe, avec tirage au sort intégral des rencontres. Jusqu'en 1992, les 1/4 de finale sont enregistrés en studio, les 1/2 finales se déroulent en direct de Monte-Carlo, ainsi que la finale alors diffusée en première partie de soirée. La dernière édition eut lieu en 1999.
À partir de 2002, une compétition similaire à la « Coupe des Champions » revient sous le nom de « Trophée des As ». Elle rassemble périodiquement les 10 meilleurs joueurs passés à l'émission quotidienne, sur une période d'environ maximum deux ans pour les dernières éditions. La sélection hors antenne entre les joueurs invités (en fonction du nombre de victoires à l'émission quotidienne) se fait sur une épreuve individuelle de type duplicate[Quoi ?] contre-la-montre. Les 10 joueurs qualifiés pour la compétition jouent alors chacun leur tour et devant les caméras un duplicate[Quoi ?] individuel contre-la-montre sur tirages préparés. Les 4 premiers s'affrontent ensuite en matchs à élimination directe : demi-finales en une manche, puis finale en deux manches gagnantes, sur tirages préparés pour les chiffres uniquement et avec buzzer.

#### «Coupe des Champions»
- 1976 : Gilbert Lamic (finaliste : Jean-Pierre Lévêque)
- 1977 : Jean-Pierre Lévêque (f : Jean-Pierre Leprince)
- 1978 : Simone Ménesguen (f : Michel Pialat)
- 1979 : Simone Ménesguen (f : Max Mojon)
- 1980 : Jean-Paul Cordier (f : Alain Enaux)
- 1981 : Jean-Paul Cordier (f : Franck Dubois de la Patellière)
- 1982 : Jean-Paul Dessoly (f : Jean-Paul Cordier)
- 1983 : Vincent Labbé (f : Jean-Marc Bellot)
- 1984 : Michel Duguet (f : Gérard Teuma)
- 1985 : Eric Avazeri (f : Paul Levart)
- 1986 : Claude Del (f : Marc Treiber)
- 1987 : Christian Quesada (f : Daniel Henrion)
- 1988 : Jérôme Mourot (f : Christian Foury)
- 1989 : Gisèle Eraud (f : Serge Emig)
- 1990 : Frédéric Vandamme (f : Jean-Luc Kerbiriou)
- 1991 : Daniel Badou (f : Patrice Maquet)
- 1992 : Laurent Dauvilliers (f : Nicolas Gauthier)
- 1993 : Pascal Lucas (f : Philippe Rocchia)
- 1994 : Olivier Suys (f : Frederic Delaveau)
- 1995 : Jean-Michel Senlis (f : Alain Théron)
- 1996 : Pas d'édition
- 1997 : Stéphane Crosnier (f : Luc Maurin)
- 1998 : Olivier Saul (f : Alain Simonnet)
- 1999 : Pierre-Marie Billy (f : Claude Pouraillet)

#### «Trophée des As»
- 2002 : Matthieu Colonna (f : Aurélien Kermarrec)
- 2003-2005 : pas d'édition
- 2006 : Nicolas Bartholdi (f : Pierre-Damien Roux)
- 2008 : Denis Coste (f : Laurent Dauvilliers)
- 2009 : Jacques Colard (f : Bruno Dambre)

#### «Tournoi des 10»
- 2018 : Cyrille Girard[32]
- 2020 : Cyril Carbou[33]

Ce tournoi regroupe les récents vainqueurs de dix émissions quotidiennes (maximum possible), d'où son nom. Les huit protagonistes sont classés en têtes de série (4 meilleurs gains) et non-têtes de série. Après tirage au sort, le tournoi comporte quatre quarts de finale (une tête de série contre une non-tête de série), deux demi-finales, une petite finale (perdants de chaque demi-finale) et une finale au meilleur des deux manches (en deux ou trois manches).

### Le «Grand Tournoi Open» / Masters
Épreuve phare de l'âge d'or de l'émission, le Masters offre une confrontation annuelle entre l'ensemble des meilleurs joueurs en activité, passés dans l'émission quotidienne ou non. D'abord organisée à Nîmes puis à Antibes, cette compétition est ouverte à tous les candidats souhaitant y participer. Les 16 meilleurs joueurs de l'année précédente, ainsi que les deux finalistes de la précédente Coupe des Champions sont également invités par la production. Les participants participent d'abord à une épreuve de sélection. Les 16 premiers s'affrontent ensuite en matchs à élimination directe. Les 1/8 et 1/4 de finale se disputent hors antenne puis, les 1/2 finales et finales sont diffusées à l'heure habituelle de l'émission. Jusqu'en 1991, la finale est diffusée en première partie de soirée.
- 1983 : Franck Dubois de la Patellière (f : Michel Lemoine)
- 1984 : Étienne Chazal (f : Benjamin Hannuna)[34]
- 1985 : Étienne Chazal (f : Paul Levart)
- 1986 : Jean-Philippe Chauveau (f : Jean-Paul Dessoly)
- 1987 : Jean-Paul Cordier (f : Christian Lévesque)
- 1988 : François-Yves Speranza (f : Jean-Paul Dessoly)
- 1989 : Christian Quesada (f : Jean-Philippe Chauveau)
- 1990 : Thierry Boisard (f : Étienne Chazal)
- 1991 : Pierre-Marie Billy (f : Christian Quesada)
- 1992 : Denis Coste (f : Pierre-Marie Billy)
- 1993 : Étienne Chazal (f : Serge Emig)
- 1994 : Serge Emig (f : Olivier Suys)

### La «Coupe des Clubs»
Organisée sur le format du Masters, cette compétition est ouverte à tous les clubs souhaitant y participer et rassemble en général plus d'une centaine d'entre eux. Chaque club esst représenté par une équipe de trois titulaires et un remplaçant. À l'issue d'une épreuve de sélection disputée hors antenne, les quatre premiers clubs s'affrontent en matchs télévisés à élimination directe, dont la finale est diffusée jusqu'en 1991 en première partie de soirée.
- 1985 : Paris XVI (f : Sucy-en-Brie)
- 1986 : Paris XVI (f : Lille Ronchin)
- 1987 : Sucy-en-Brie (f : Ermont)
- 1988 : Paris XVI (f : Lille Wasquehal)
- 1989 : Nancy Laxou (f : Paris XVI)
- 1990 : Nancy Laxou (f : Versailles)
- 1991 : Paris VII (f : Paris IV)
- 1992 : Versailles (f : Antony)
- 1993 : Bruay-la-Buissière (f : Laxou)
- 1994 : Laxou (f : Bruay-la-Buissière)
- 1995 : Laxou (f : Gradignan)

### «Le Championnat»

#### Historique
Cette compétition, qui fit son apparition à l'antenne le 17 janvier 2010, est diffusée le dimanche de 17 h 10 à 17 h 50.
Durant la saison 2010, les 8 candidats (Olivier Saul, Stéphane Crosnier, Denis Coste, Jacques Colard, Jean-Marc Durand, Bruno Dambre, Philippe Merrheim et Alain Burnel) s'affrontent mutuellement lors de matchs à manches uniques (soit 28 rencontres). La victoire leur rapporte 3 points, le match nul 1 point et la défaite 0 point. À la fin des rencontres, Stéphane Crosnier et Philippe Merrheim, en tête du classement avec respectivement 18 et 15 points, sont désignés finalistes. Ils devancent le reste des joueurs dont Denis Coste (15 points également), battu par Philippe grâce à un meilleur différentiel. La finale, se déroulant en 3 manches gagnantes, se solde par la victoire de Stéphane Crosnier le 29 août 2010, au bout de l'ultime et 5e manche (2-0 pour Stéphane puis égalisation de Philippe à 2-2).
Le premier tirage de lettres est : G A L O N I T E S D
Le Mot le plus long trouvé par le candidat comporte 9 lettres : DELATIONS
Le Mot le plus long proposé par les présentateurs comporte 9 lettres : LEGATIONS.
Le premier 10 lettres est trouvé au 4e coup de lettres : OLIGOCHETE.
Le premier tirage de chiffres est : 8 3 10 7 4 2 → 219 Le compte est bon
10 × 2 = 20
20 + 7 = 27
27 × 8 = 216
216 + 3 = 219.
Durant la saison 2010/2011, le tenant du Championnat, Stéphane Crosnier, a défendu chaque dimanche son statut face à des adversaires, joueurs de renom. Après dix victoires de prestige, il est battu un peu par surprise le 14 novembre 2010 par Pierre-Damien Roux. Celui-ci remportera un match supplémentaire avant de perdre face à Luc Maurin, qui clôturera ce championnat "bis".

#### Déroulement du jeu
Durant la saison 2010, voici comment se déroule un match, par ordre chronologique :
- 12 tirages de chiffres et lettres (avec une alternance : 1 coup de chiffres / 2 coups de lettres) entrecoupés de 2 duels (déroulement traditionnel de l'émission quotidienne) ;
- 6 tirages (puis 4 seulement après quelques semaines), choisis par les candidats : le candidat ayant le moins de points choisit le type de tirage, soit un coup de lettres ou un coup de chiffres, puis, l'un après l'autre, chaque candidat choisit entre les deux possibilités ;
- le « sprint final » : 2 tirages préparés de lettres, dans lequel se trouve forcément un mot de 10 lettres qu'il faut trouver en premier et le faire savoir grâce au buzzer (de la même manière que pour les duels). Celui qui donne la bonne réponse en premier gagne 10 points, si sa réponse est mauvaise ces 10 points vont automatiquement à l'adversaire et si aucune réponse n'est donnée au bout de 30 secondes, les points ne sont pas attribués.

Durant la seconde et courte saison (fin 2010), voici comment se déroule un match, par ordre chronologique :
- 12 tirages (puis 10 seulement à partir du deuxième dimanche) de chiffres et lettres entrecoupés de deux duels, avec cette saison-ci une alternance : 1 coup de chiffres / 1 coup de lettres ;
- le « 6 à 9 » : 4 tirages préparés de lettres, dans lesquels se trouvent un mot de 6 lettres pour le premier, de 7 pour le second et ainsi de suite jusqu'au quatrième composé donc de 9 lettres. De la même manière que pour les duels et le « sprint final », il faut trouver en premier le mot et le faire savoir grâce au buzzer. Celui qui donne la bonne réponse en premier gagne de 6 à 9 points, si sa réponse est mauvaise ces points vont automatiquement à l'adversaire et si aucune réponse n'est donnée au bout de 30 secondes, les points ne sont pas attribués ;
- le « sprint final » : cf. ci-dessus.

### Autres compétitions individuelles
- 1990 : « Coupe des juniors » : Armand Ammirati
- 2000 : « Tournoi du millénaire » : Laurent Dauvilliers (f : Vincent Labbé).
 Tournoi sur invitation avec huit joueurs, pour la plupart anciens vainqueurs de la Coupe des Champions, à l'occasion de l'inauguration de la nouvelle formule du jeu. Ils se sont affrontés dans des matchs à élimination directe en une seule manche.
- 2001 : « Coupe Armand-Jammot » : Olivier Suys (f : Stéphane Crosnier).
 Compétition qui vit s'affronter 16 joueurs (8 joueurs de clubs et 8 indépendants) répartis en deux poules. Les joueurs de chaque poule ont tous joué une manche contre les autres. Les deux premiers de chaque poule se sont ensuite affrontés en matchs à élimination directe : demi-finale en 2 manches gagnantes, puis finale en 3 manches gagnantes.
- 2005 : « Tournoi des légendes » : Pierre-Marie Billy bat Florian Lévy par 3 - 1 (1/2 f : Olivier Suys et Christian Lévesque).
 Tournoi sur invitation ayant rassemblé dix des plus talentueux candidats du jeu, afin de couronner un « champion suprême ». Il a été organisé à l'occasion des 40 ans de l'émission. Les 10 candidats ont joué séparément un duplicate[Quoi ?] contre-la-montre sur tirages préparés. Les 4 premiers se sont ensuite affrontés en matchs à élimination directe : demi-finales en deux manches gagnantes, puis finale en trois manches gagnantes. Cette formule de jeu a été ensuite reprise pour le « Trophée des As ».

## Produits dérivés

### Jeux de société

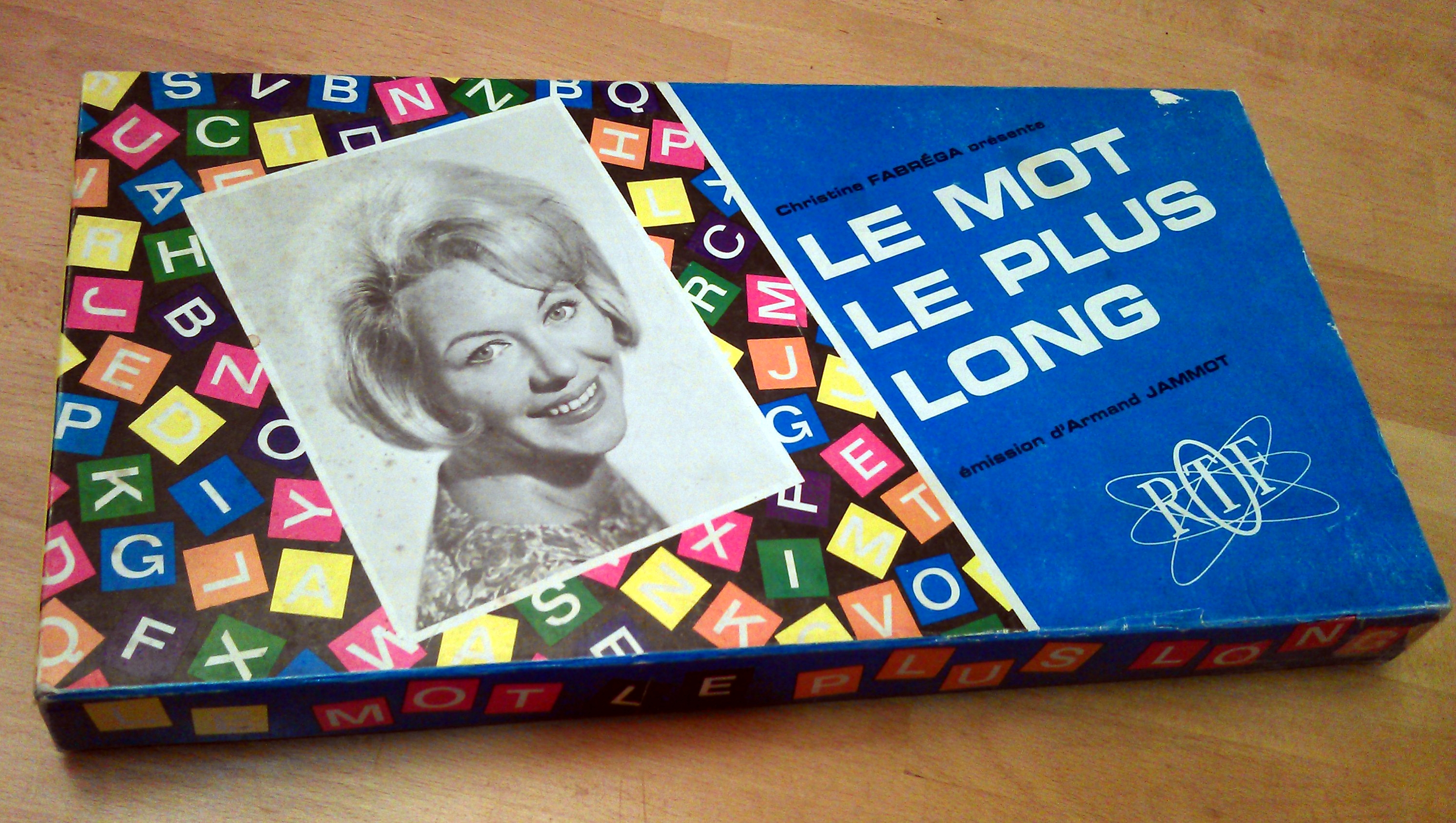
Jeux de société Le Mot le plus long, version 1966 sans minuteur.

Plusieurs versions au format jeu de société des jeux Le Mot le plus long et Le compte est bon ont été commercialisées, parfois séparément, parfois regroupées dans une seule boîte.
Une version en boîte regroupant les deux jeux est éditée par les Jeux Nathan en 1986 et 1995, puis en 1999 par Ravensburger. On la trouve en magasin spécialisé ou en grandes surfaces. Deux jeux électroniques ont été commercialisés par les Jeux Nathan dans les années 1980 et par Lexibook début 2000[réf. nécessaire].
En 2010, Dujardin a édité un jeu de société basé sur l'émission, qui peut se jouer de 2 à 6 joueurs à partir de 10 ans.

### Jeux vidéo
Divers logiciels commerciaux sont ou ont été disponibles, produits par exemple par Loriciel, Microïds ou Mindscape.
Une version du jeu a été éditée en 1984 par TOTEK, VIFI International et Nathan pour la console Brandt JOPAC compatible VIDEOPAC.

### Jeu en ligne
Un jeu en ligne est disponible sur la plateforme FranceTV&Vous du vendredi 7 juin 2013 au 11 février 2020. Il a été fermé à cause de problèmes techniques.

### Magazine
Depuis l'automne 2012, un magazine nommé Des chiffres et des lettres paraît ; y figurent de nombreux jeux dérivés de l'émission ainsi que certaines pages consacrées aux autres jeux de France Télévisions (Motus et Slam).

## Logiciels

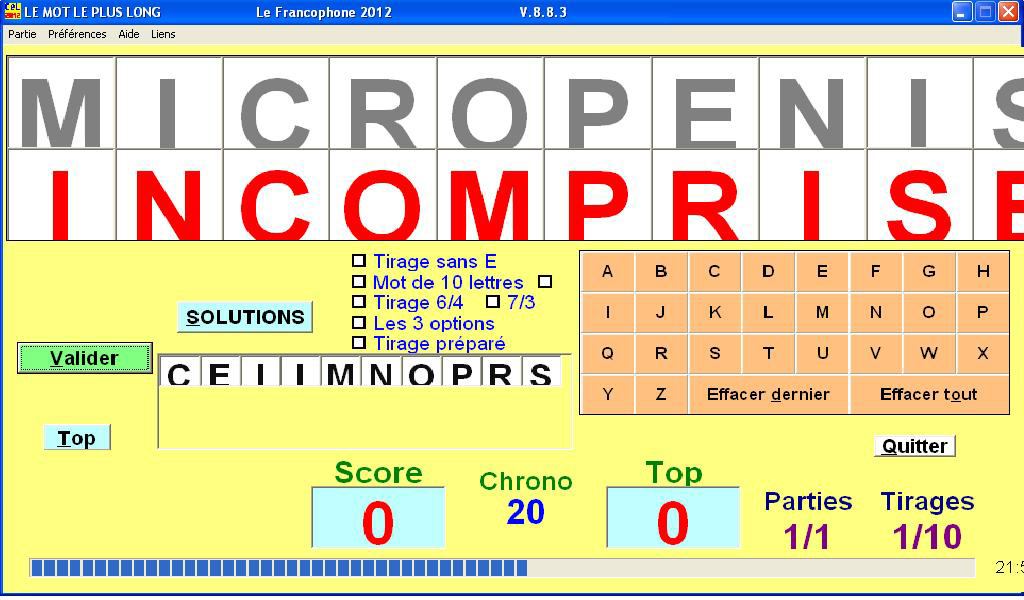
Capture d'écran de logiciel d'entraînement de Des chiffres et des lettres.

### Les logiciels de référence
La communauté des joueurs des Chiffres et des Lettres utilise le logiciel 'Comptes - Mots'. Ce logiciel est devenu la référence pour les passionnés du jeu. Il permet de jouer seul, à plusieurs, sur Internet, de s'entraîner et d'animer des séances de clubs ou de tournois. Des versions de ce logiciel existent également sur iPad/iPhone/iPod Touch. Il existe maintenant également une version Android nommée Le compte est bon solveur.

### Le Mot le plus long
Le Mot le plus long figure parmi les tout premiers jeux de lettres disponibles sur PC (sous DOS), programmé par le normalien Marcus Dornbusch et commercialisé par l'éditeur ViFi Jeux Nathan. Son vocabulaire et son logiciel est sauvegardé sur deux disquettes de 360 ko, placées simultanément dans la machine. L'application est rapide, grâce à une structure de données sophistiquée et gagne l'épreuve pratiquement constamment face à tout utilisateur, quand l'épreuve est limitée en durée. Des cheat codes permettent d'augmenter son vocabulaire quand on observe des lacunes.
Il est désormais possible, sur n'importe quelle machine récente, de trouver tous les mots corrects pour un tirage donné. Pendant l'émission, les animateurs disposent depuis plusieurs années d'un tel logiciel et peuvent indiquer à la fin du temps de réflexion quels sont les mots les plus longs.

### Le compte est bon

#### Programmation du Compte est bon
La majorité des tirages possibles amènent à une solution, en général atteignable par des dizaines de voies différentes. Mais certains tirages ne permettent qu'une solution approximative.
Nombre de logiciels résolvent ce problème. Le compte est bon, écrit en BASIC par Jean-Claude Buisson, a été présenté une première fois dans L'Ordinateur Individuel n°20 de septembre 1980, puis dans L'Ordinateur Individuel hors-série n°54 bis "50 programmes BASIC" de décembre 1983.
Le compte est bon a ensuite été présenté comme programme dans SVM :
- programmation en BASIC dans le numéro 2 de janvier 1985 ;
- programmation en Turbo C++ dans le numéro 99 de novembre 1992.

En raison du temps de calcul et de la quantité de mémoire limitée dont on dispose à cette époque, la programmation du Compte est bon sur ordinateur a été délicate pour des raisons d'explosion combinatoire. La solution approchée la plus simple consiste à utiliser une technique de branch and bound qui donne au moins ce qui a été trouvé de plus proche de l'objectif au cours des essais. Diverses heuristiques sont imaginables pour l'exploration de l'arbre. Cette contrainte disparaît pour un petit nombre de chiffres (tel que proposé dans l'émission) et une machine rapide de la classe de celles existant aujourd'hui : il est ainsi possible de tester toutes les solutions possibles et de déterminer si un compte est ou non faisable ainsi que toutes les solutions possibles ou, dans le cas contraire, comment s'approcher autant que possible du compte à trouver.

#### Programmes récents
Le logiciel de résolution du « Compte est bon » utilisé dans le programme a été développé spécialement pour l'émission par la société ACE située à Houilles qui est à l'origine du système informatique depuis 1994. La solution trouvée utilise le moins de plaques possibles. La plupart du temps il existe d'autres solutions. En cas d'impossibilité, le logiciel refait son calcul sur la valeur possible la plus proche. Le calcul n'est effectué qu'à la fin de la période de réflexion, ce qui permet aux animateurs de chercher leur propre solution.
De même un tri rapide est effectué sur le glossaire de Jean Claude Arrighi pour l'« Ariellettre ». En revanche, les mots sont donnés immédiatement, pour permettre aux animateurs de chercher la définition de certains mots dans les dictionnaires.
Les animateurs ont également à disposition un dictionnaire Le Petit Robert dans sa version la plus récente, ainsi que Le Petit Larousse sur PC. Pour ce dernier malheureusement, la société d'éditions a arrêté depuis quelques années la publication de son CD Rom, aussi cette version est en voie d'obsolescence.
Les surnoms de ces logiciels, Renardeau et Ariellettre, ont été donnés en référence aux deux animateurs Arielle et Bertrand (Renard).
Le tirage des lettres est conforme à une grille de répartition fournie par la production, dont la fréquence est celle des lettres dans la langue française. L'algorithme de tirage est modifié environ tous les cinq ans, ce qui tout en gardant son caractère totalement aléatoire et en respectant la répartition statistique des consonnes et des voyelles, permet d'obtenir régulièrement des mots nouveaux.
Le tirage des chiffres est purement aléatoire.
De nombreuses publications ont été faites sur le Web à propos surtout de la résolution du « Compte est bon », avec pour certaines de graves erreurs de conception ou de programmation et en conséquence des logiciels qui ne trouvent pas toujours (même pour des logiciels non heuristiques) de solution existante.
Parmi les applets Java, citons Le compte est bon de J. Mochel ou Le compte est bon de Paul Courbis (écrit en 1995, recherches libres avec variations sur la complexité des solutions). De simples scripts tel que celui-ci (javascript) sont également disponibles.
Une version iPhone/iPod Touch/iPad est également disponible.

## Autour de l'émission

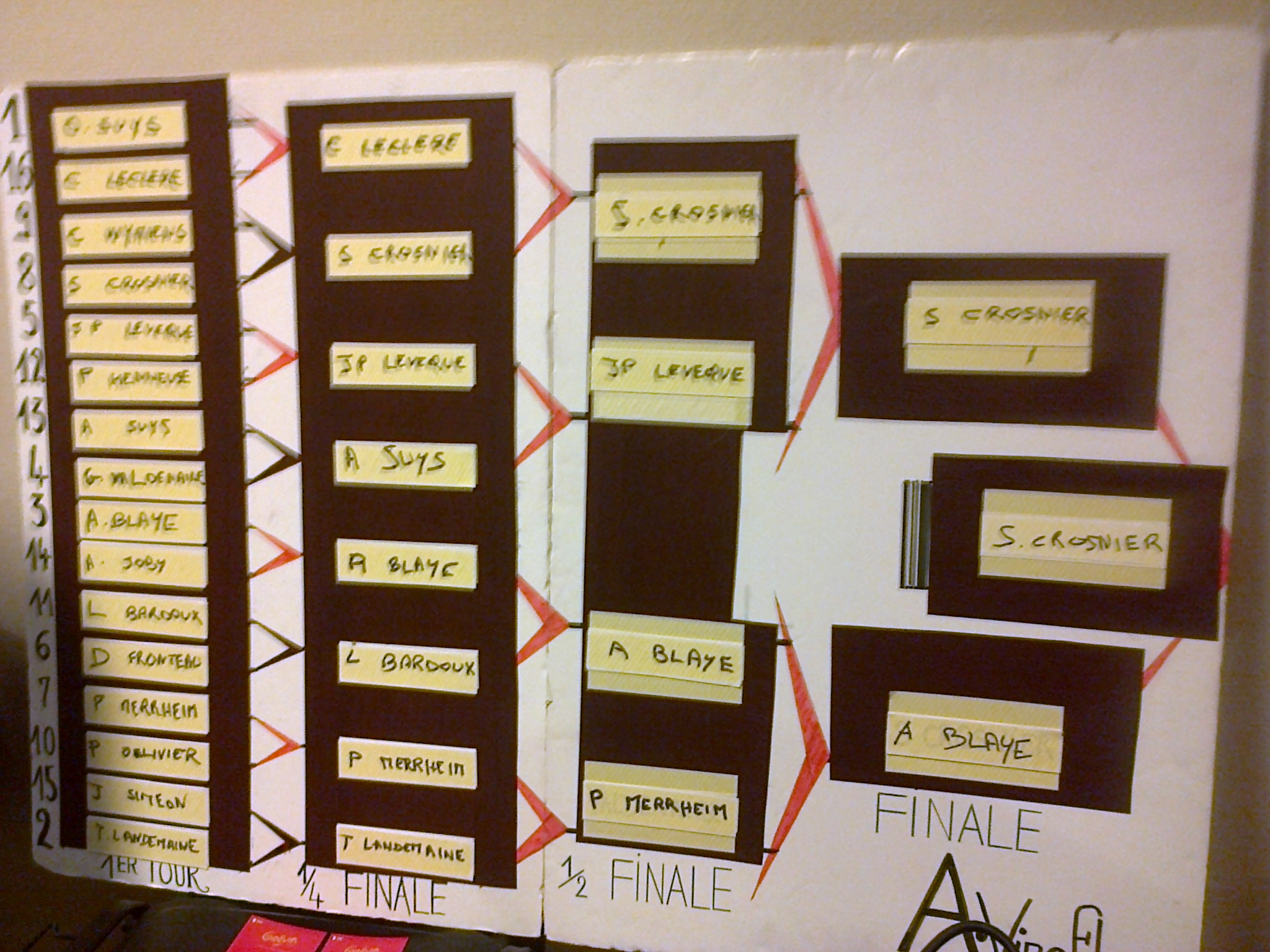
Des tournois sont régulièrement organisés dans toute la France, notamment le dimanche, ici le tableau final du tournoi Des chiffres et des lettres de Viroflay 2014.

### Présentateurs
En 1986, Patrice Laffont et Bénédicte enregistrèrent un disque en duo intitulé Je déchiffre ses lettres.
Arlène a également été chanteuse avant d'officier à l'émission, avec des titres comme Mandolino Rock, Premier amour, premier chagrin, ou encore des génériques de dessins animés. Elle présente maintenant Le Jour du Seigneur le dimanche matin sur France 2.
L'animateur Laurent Broomhead fit sa première apparition télévisée dans cette émission en tant que candidat, alors qu'il est encore étudiant en classes préparatoires de mathématiques.
Avant chaque émission, pendant la courte bande-annonce, les téléspectateurs ont droit à une mini-scène, souvent humoristique, mettant en scène Laurent, Arielle et Bertrand.

### Des chiffres et des lettres pour les jeunes
En 1979 est créé Des chiffres et des lettres pour les jeunes ; l'émission, diffusée le dimanche à 14 h 15 sur Antenne 2, est présentée par Lionel Cassan et Jean-Roland Truffley.

### Canulars
- En 2003, l'émission s'est fait piéger par une imposture de Rémi Gaillard[40] lors d'un tirage du « compte est bon » avec les chiffres suivants. Installé dans le public, il a pris la parole et a fait croire aux animateurs qu'il a pu trouver le bon résultat (contrairement aux candidats) en comptant « n'importe comment ».

| Nombres tirés : 9, 75, 8, 3, 8, 9. Résultat demandé : 395. Solution selon l"imposteur" : 9 x 75 = 95 8 + 3 = 100 8 + 9 = 200 95 + 100 + 200 = 395 Solution attendue : 75 - 9 = 66 9 - 3 = 6 8 / 8 = 1 66 x 6 = 396 396 - 1 = 395 |

- Le 1er avril 2008, divers incidents sont arrivés lors de l'émission : l'animateur est arrivé en retard, l'émission est dite « en directe » (sic), une alarme a retenti, un Compte est Bon ridicule et impossible a été proposé (avec 1, 1, 1, 1, 1, 1, il faut trouver 999)… À la fin, les animateurs ont annoncé qu'il s'agit en réalité d'un poisson d'avril. Depuis, quelques 1er avril suivants, les trois animateurs de ce jeu, ainsi que Cyril Féraud et Julien Lepers s'inversent les rôles dans leurs trois émissions.

### Tirages particuliers
En 1990, un tirage de lettres fait apparaître, dans cet ordre, les lettres S-G-U-E-C-A-N-E-L et le candidat propose le mot ENCULAGES (le mot figure dans le dictionnaire et est donc valable), devant une salle hilare. Bertrand Renard tente un petit trait d'humour en ajoutant : « oui, mais des mouches exclusivement », ce qui ne réussit pas vraiment à dérider les candidats. La scène deviendra culte et sera reprise dans de nombreux bêtisiers ou de nombreuses émissions de zapping.
En 1995, un tirage de lettres a vu apparaître, dans l'ordre, les lettres P-I-N-E-D-U-R-E .
En 2001, un tirage de lettres a vu apparaître, dans cet ordre, les lettres : R-E-P-E-I-N-T-E-S. Les deux candidats ont évidemment trouvé, en 9 lettres, le mot « REPEINTES » ; il est à noter que les mots EPREINTES et REPENTIES sont également valables sur ce tirage.
En 2014, lors d'un duel, le tirage a fait apparaître dans l'ordre suivant les lettres C-U-L-C-R-A-S-S-E-U. Le mot à trouver est SUCCURSALE.

### Records
Le 26 novembre 1991, Florian Levy bat Joseph Pribetich sur le score de 146 à 17, réalisant ainsi un double record sur un match disputé en 2 manches : celui du nombre de points marqués (146) et de l'écart de points avec son adversaire (129).

### Parodies
Les Inconnus ont produit quatre sketchs parodiant l'émission :
- sketch Belgique : le présentateur demande aux candidats, M. Van Brr et M. Van Krr, de choisir les plaques. Avec 0 - 0 - 20 - 1 - 6. ils doivent trouver « VLM ». Le présentateur supplie les téléspectateurs de lui écrire s'ils ont compris quelque chose ;
- sketch États-Unis : le présentateur propose aux candidats un tirage de lettres dont la solution est le nom du sponsor de l'émission, une marque de céréales ;
- sketch Israël ou Des chiffres et des chiffres : après un coup de chiffres, M. Cohen annonce sa solution. Il arrange les résultats de ses calculs comme bon lui semble, marchandant auprès du présentateur et de son adversaire M. Samuel à coups de rabais et d'intérêts ;
- sketch Pologne : dans un décor noir et blanc austère éclairé à la lampe de poche, le présentateur, après avoir salué les téléspectateurs d'un « bienvenue au quart d'heure de bonne humeur de la télévision polonaise » prononcé d'une voix éteinte, invite les deux candidats ouvriers, M. Ribinski et M. Vassilievitz, à jouer avec les deux lettres restantes, le P et le C (en référence au sigle du Parti communiste). Quand le présentateur propose mieux que les « une lettre » proposés par les candidats, il est vite rappelé à l'ordre par ceux-ci.

L'humoriste Coudy a célébré à sa manière les 40 ans de l'émission avec Ma Télé Cartonne sur France 3 et l'on trouve pléthore d'autres parodies sur Internet.

### Au cinéma
- En 1977, dans Alice ou la Dernière Fugue, la toute première scène montre le mari d'Alice lui raconter sa journée tout en regardant l'émission à la télévision. On entend la voix de Patrice Laffont qui annonce les tirages et discute avec Max Favalelli.
- En 1978, dans Les Petits Câlins, Corinne (Josiane Balasko) se rend dans sa chambre pour regarder son émission préférée. On entend le générique de l'émission puis la voix de Patrice Laffont que l'on aperçoit brièvement à l'écran avec deux candidats.
- En 1979, dans Les Bronzés font du ski, un paysan de montagne a une télévision dans sa ferme et regarde l'émission. L'un des candidats propose le mot (non admis) AMBULÉS, sur un tirage qui permet de former AMEUBLIS et SIMBLEAU. Le montagnard bourru éteint alors son téléviseur en bredouillant « Y a BLUMAISE en huit lettres », mot qui n'existe pas[45].
- En 1985, dans Le téléphone sonne toujours deux fois !!, premier film des Inconnus, Seymour Brussel (alors membre des Inconnus) parodie Bertrand Renard en faisant des opérations sur un tableau noir, avec en point d'orgue le générique de l'émission.
- En 1988, dans Bonjour l'angoisse, le personnage interprété par Michel Serrault aperçoit l'émission sur la télévision du salon et résout à voix haute le nombre à trouver avec 8.4.6.75.9.7 / 944 : "9-7 = 2, 2*75 = 150 + 8 = 158, 6*158 = 948 - 4 = 944". Son petit-fils s'exclame "Bravo papi ! Il est formidable papi !" Plus tard, en revenant dans la salon, le tirage E.U.T.O.N.E.G.U.L. est visible. Quand son gendre annonce 3 lettres avec GEL il réplique avec GUEULETON, 9 lettres.
- En 1990, dans Tatie Danielle, le personnage interprétée par Tsilla Chelton, regarde la télévision et on entend le générique dans son intégralité. Lorsque son animateur Laurent Cabrol apparaît, Tatie Danielle coupe le son puis éteint la télévision en l'injuriant.
- En 1992, dans La Belle Histoire, les personnages joués par Vincent Lindon et Anémone s'affrontent dans l'émission animée par Patrice Laffont et trouvent le mot MARIAGE.
- En 1994, dans La Cité de la peur, l'inspecteur Patrick Bialès (interprété par Gérard Darmon) est promu commissaire principal de Cannes en remportant la finale régionale des Chiffres et des lettres grâce au tirage LORICPISE avec le mot POLICIERS (on aperçoit Patrice Laffont).
- En 1996, dans Un air de famille, le patron du bar Le père tranquille, interprété par Jean-Pierre Bacri éteint sa télévision après avoir regardé l'émission. On devine la musique du générique et l'acteur siffle l'air pendant quelques instants.
- En 2008, dans Vilaine, Jessica participe à l'émission après s'être qualifiée grâce à l'aide de Mélanie. Au restaurant routier dans lequel travaille Mélanie, tout le monde regarde à la télévision le passage de Jessica. Sur le tirage UCVFTEASK elle répond naïvement « neuf lettres » en épelant le tirage avant d'annoncer « Le compte est bon », mettant en colère Patrice Laffont, tandis que les clients du restaurant s'esclaffent.
- En 2010, dans Le Nom des gens, on aperçoit d'abord Patrice Laffont donner 6 points au candidat M. Lévêque pour le mot GÉNOCIDE formé avec les 8 lettres du tirage. Plus tard, on voit Laurent Romejko lors de l'émission du 13 octobre 2006 demander aux candidats leur solution pour le tirage SLOPASENU. L'un propose SOUPLES tandis que l'autre n'a trouvé que SALOPES.

### Intérêt pour l'émission
L'homme politique et académicien Edgar Faure (1908-1988), est un passionné de l'émission. Du temps où il a été président de l'Assemblée nationale, il lui arrive de suspendre la séance pour ne pas la manquer. Edgar Faure préside la finale du tournoi annuel des champions le 5 février 1984 à Monaco.

## Dans la musique
Dans le clip de La Débâcle des sentiments de Stanislas et Calogero (2008), les deux chanteurs jouent à des « Mots et des Mots », un clin d'œil au jeu « Le Mot le plus long ».

## Versions étrangères
Le format de télévision entièrement créé en France a été exporté dans seize pays dans le monde.
| Pays                               | Nom de l'émission                          | Présentateur(s) | Chaîne                                                                                       | Première diffusion   | Dernière diffusion |
| ---------------------------------- | ------------------------------------------ | --- | -------------------------------------------------------------------------------------------- | -------------------- | ------------------ |
| Italie                             | Paroliamo                                  | Lea Pericoli Gisella Pagano Fabrizio Frizzi Marco Dané | Telemontecarlo (1977-1982) Rai 2 (1982-1989)                                                 | 1977                 | 1989               |
| Royaume-Uni                        | Countdown                                  | Richard Whiteley (1982-2005) William G. Stewart (1997, édition 2000) Des Lynam (2005-2006) Des O'Connor (2007-2008) Jeff Stelling (2009-2011) Nick Hewer (2012-2021) Anne Robinson (2021-2022) Colin Murray (2022-)               | Channel 4 S4C (1982-2010) Galles                                                             | 2 novembre 1982      | En cours           |
| Australie                          | Letters and Numbers (en)                   | Richard Morecroft David Astle Lily Serna | SBS One                                                                                      | 2 août 2010          | 27 juin 2012       |
| Australie                          | Celebrity Letters and Numbers              | Michael Hing David Astle Lily Serna | SBS One                                                                                      | 2 octobre 2021       | En cours           |
| États-Unis                         | Countdown                                  | Michael Jackson | émission pilote                                                                              | 18 septembre 1990    |                    |
| Suède                              | Tänk till tusen                            | Ulf Wickbom | SVT 1                                                                                        | 1984                 | 1987               |
| Yougoslavie (Actuellement Croatie) | Brojke i slova                             | Ivan Hetrich Vedrana Međimorec | JRT TV Zagreb                                                                                | 1986                 | 1991               |
| Serbie                             | ТВ Слагалица TV Slagalica                  | Marija Veljković Kristina Radenković Milica Gacin | RTS                                                                                          | 22 novembre 1993     | En cours           |
| Israël                             | תיק-תק Tik-Tek                             | Ronit Kfir, Eyal Kitzis, Afrt Riitn et Shron Tiicr | IETV                                                                                         | 1995                 | 1999               |
| Grèce                              | Γράμματα και Αριθμοί Grámmata kai Arithmoí | Christos Oikonomou (13 février 1976 - 28 décembre 1981) Kostas Papadonopoulos (20 novembre 1989 - 19 février 1990) | ERT 1 (13 février 1976 - 28 décembre 1981) Mega Channel (20 novembre 1989 - 19 février 1990) | 13 février 1976      | 19 février 1990    |
| Afrique du Sud                     | A Word or 2                                | Jeremy Mansfield | SABC2                                                                                        | 1998                 | 2008               |
| Danemark                           | Stav et tal                                | Erol Taskiran Morten Michelsen Pia Jarvad | DR                                                                                           | 7 janvier 1991       | 26 avril 1991      |
| Turquie                            | Bir Kelime Bir İşlem                       | Levent Ülgen Yeliz Arman Raşit Yıldırım | TRT 1 TRT Okul                                                                               | 1990                 | 2014               |
| Pays-Bas                           | Cijfers en Letters                         | Han van der Meer, Maartje van Weegen, Robert ten Brink et Bob Bouma | KRO                                                                                          | 1975                 | 1988               |
| Belgique (Flandre)                 | Cijfers en Letters                         | Zaki avec Walter De Meyere et Carine Van de Ven | VTM                                                                                          | 1989                 | 1993               |
| Espagne                            | Cifras y letras (es)                       | Elisenda Roca (1991-1996) Paco Lodeiro (2002-2010) et puis Goyo González (2010-2012) Telemadrid Paco Lodeiro (2006-2013) TVG Goyo González (2007-2012) Canal Sur 2 Paola Bontempi (2008) Televisión Canaria Aitor Albizua (2024-) | La 2 (1991-1996; 2024-) Telemadrid et FORTA (4 janvier 2002 - 2013)                          | 1991 15 janvier 2024 | 2013 En cours      |
| Espagne                            | Xifres i Lletres                           | Esther Sastre | La 2 Catalunya                                                                               | 1998                 | 2000               |
| Burkina Faso                       | Des mots et des maths                      | Evariste Toe Flore Hien Irène Zoungrana Lauricia Dakio Maïmouna Rachel Sawadogo | RTB                                                                                          | 2009                 | En cours           |